# Instituto Distrital de Recreación y Deporte
El Instituto Distrital de Recreación y Deporte (IDRD), es un establecimiento público de Bogotá con personería jurídica, autonomía administrativa y patrimonio independiente, adscrito a la Secretaría de Cultura, Recreación y Deporte, y sujeto a las normas del derecho público. Tiene como misión promover la recreación, el deporte, el buen uso de los parques y el aprovechamiento del tiempo libre de todos los habitantes de Bogotá, con prioridad en los grupos más necesitados, para formar mejores ciudadanos, enseñar los valores de la sana competencia y mejorar la calidad de vida en armonía con los Ecosistemas y el Medio Ambiente de Bogotá. Además esta entidad es la responsable de la administración de los parques distritales de la ciudad, los cuales eran administrado en el pasado por la Lotería de Bogotá. En el año 1995, igualmente tomo control del manejo de la Ciclovía de la ciudad.
La autoridad local tiene el objetivo de incrementar el número de metros cuadrados de espacios públicos de 2.5 a 4.2 m². Dentro de los planes futuros del distrito se encuentran la evaluación del paln de reordenamiento de la ciudad, en el cual considera evaluar pasar a espacios públicos ciertos terrenos hoy dedicados a Cárceles, Clubes Privados y Cantones Militares.

## Historia
En 1978, a través del Acuerdo Nº 4 del Concejo de Bogotá, se creó el Instituto Distrital de Recreación y Deporte.